# 大城金夫
大城 金夫（おおき かねお、1923年3月13日 - 2003年11月12日）は、日本の実業家。

## 経歴
盲人福祉運動家大城雪造の三男として、福岡県に生まれる。1940年福岡県中学修猷館を経て、1948年九州大学工学部土木工学科を卒業。
1948年福岡市に勤務した後、1954年防衛庁陸上自衛隊一等陸尉となる。
1959年日本道路公団に入り、福岡建設局長を経て、1980年理事。1984年8月前田建設工業顧問となり、1985年2月常務。1986年10月東京湾横断道路副社長となり、1995年6月代表取締役社長に就任。東京湾アクアラインを完成させ、1997年12月東京湾横断道路から日本道路公団に道路施設を引渡し、皇太子夫妻を招いて開通式を行った。　
2003年11月12日、転移性肝がんのため東京都新宿区の病院で死去。同月18日、大城家と東京湾横断道路による合同葬が、増上寺大殿で営まれた。葬儀委員長は石井清東京湾横断道路社長、喪主は妻衣子。